# Jakub Pokorný
Pour les articles homonymes, voir Pokorný.
Jakub Pokorný, né le 11 septembre 1996 à Znaïm en Tchéquie, est un footballeur tchèque qui évolue au poste de défenseur central au Kifisia FC.

## Biographie

### En club
Né à Znaïm en Tchéquie, Jakub Pokorný commence sa carrière professionnelle avec le club local du SC Znojmo. Il débute en professionnel alors que le club évolue en deuxième division tchèque, le 28 septembre 2014, lors d'une rencontre de championnat face au FK Varnsdorf. Son équipe s'incline par quatre buts à un ce jour-là.
Lors de l'été 2016, Jakub Pokorný s'engage en faveur du Baník Ostrava, qui évolue alors en deuxième division également. Lors de cette saison 2016-2017, il participe à la remontée en première division. Pokorný fait sa première apparition dans la První Liga le 28 juillet 2017, lors de la première journée de la saison 2017-2018 face au FC Zbrojovka Brno. Il est titulaire ce jour-là, et son équipe s'impose par trois buts à un.
Le 25 septembre 2019, Pokorný marque son premier but pour le Banik Ostrava lors d'une rencontre de coupe de Tchéquie face au FC Hradec Králové. Il ouvre le score de la tête et son équipe s'impose par deux buts à zéro. Le 8 novembre 2019, il se fait remarquer en inscrivant deux buts face au MFK Karviná, ses deux premiers buts dans l'élite du football tchèque, permettant à son équipe de remporter la partie ce jour-là (3-0).
Le 30 août 2022, Jakub Pokorný s'engage en faveur du Sigma Olomouc. Il signe un contrat de trois ans, soit jusqu'en juin 2025.
Pokorný marque son premier but pour le club dès sa deuxième apparition, le 4 septembre 2022, face au FK Pardubice, en championnat. Titulaire, il ouvre le score et participe à la victoire de son équipe par deux buts à zéro.

### En sélection
Jakub Pokorný fête sa première sélection avec l'équipe de Tchéquie espoirs le 31 août 2017, lors d'un match amical face à la Turquie. Il est titularisé lors de cette rencontre qui se solde par un match nul (1-1). Au total, il reçoit trois sélections avec les espoirs lors de l'année 2017.

## Palmarès
- Vice-champion de Tchéquie de D2 en 2017 avec le Baník Ostrava